# Half Loop
"Half Loop" es el segundo episodio de la serie de televisión de ciencia ficción y suspenso psicológico estadounidense Severance. El episodio fue escrito por el creador de la serie Dan Erickson y dirigido por el productor ejecutivo Ben Stiller. Se estrenó en Apple TV+ el 18 de febrero de 2022.
La serie sigue a los empleados de Lumon Industries, una corporación de biotecnología que utiliza un procedimiento médico llamado "separación" para separar los recuerdos de sus empleados dependiendo espacialmente de si están en el trabajo o no. Cuando los trabajadores despedidos están en el trabajo, se les llama "intus" ("innies", en idioma original) y no pueden recordar nada de sus vidas ni del mundo exterior. Cuando están fuera del trabajo, se les llama "exus" ("outies", en idioma original) y no pueden recordar su tiempo de trabajo. Debido a esto, intus y exus experimentan dos vidas diferentes, con personalidades y agendas distintas. En este episodio, Mark continúa investigando el paradero de Petey, mientras Helly comienza su primer día en Lumon.
El episodio recibió críticas muy positivas de los críticos, quienes elogiaron las actuaciones, la dirección y los valores de producción.

## Trama
En un flashback, Helly (Britt Lower) graba su declaración en la que acepta someterse al procedimiento de cercenadura. Después, Milchick (Tramell Tillman) la lleva a una sala de cirugía, donde le implantan un microchip Lumon en el cerebro. Más tarde le muestra el progreso del trabajo y ella experimenta un salto en el tiempo donde descubre que ya completó su primer día.
En el presente, Helly regresa a Lumon, donde Mark ( Adam Scott) le explica que su trabajo es clasificar números encriptados en contenedores digitales como parte del "refinamiento de macrodatos". Milchick le da una fiesta de bienvenida, con la esperanza de que Mark, Irving (John Turturro) y Dylan (Zach Cherry) la ayuden a sentirse cómoda con su nuevo trabajo. Durante esto, Mark expresa su preocupación por el estado de Petey, pero Milchick lo descarta. Después de tomarse una foto grupal, Helly le escribe una nota a su "exus" y le anuncia que renuncia. Sin embargo, los detectores de código del ascensor le impiden salir, y es escoltada por Graner (Michael Cumpsty), el jefe de seguridad. Mark asume la responsabilidad y es enviado a la "sala de descanso" como castigo.
Esa noche, Mark tiene una cita con la matrona de Devon, Alexa (Nikki M. James), y discute la posición de Mark en Lumon. Mientras caminan por la calle, se topan con un movimiento anti-despidos y Mark comienza a discutir con los manifestantes. Al día siguiente, Mark se ausenta del trabajo diciendo que está enfermo y decide ir a la dirección que Petey le dio en el sobre. Llega a un invernadero y se encuentra con Petey (Yul Vazquez). Mientras Petey intentaba investigar sobre el piso cortado, todavía no está seguro de cuántos departamentos están operando en Lumon. Petey también explica la sala de descanso y reproduce una grabación de Mark leyendo repetidamente una disculpa estricta, con Milchick obligándolo a repetir las líneas.
Mientras Helly y Dylan discuten el propósito de su trabajo, Irving comienza a alucinar un líquido negro que emerge de su cubículo. Cobel (Patricia Arquette) y Milchick no quieren que Irving entre a la sala de descanso, por lo que lo envían para un "control de bienestar". Mientras espera, Irving conoce a Burt Goodman (Christopher Walken), el jefe de la división de Óptica y Diseño, y ambos se unen por su admiración por el arte. En su sesión, la consejera, la Sra. Casey (Dichen Lachman), recita varios hechos sobre el exus de Irving, y este se ve obligado a reaccionar de manera neutral. A Irving se le permite regresar a trabajar, donde él y Dylan ven a Helly enviar números encriptados a contenedores digitales por primera vez. Mark lleva a Petey a su casa y le permite quedarse en su sótano. Mientras se ducha, Petey sufre alucinaciones severas y se desmaya porque está confundido acerca de su entorno.

## Desarrollo

### Producción
El episodio fue escrito por el creador de la serie Dan Erickson y dirigido por el productor ejecutivo Ben Stiller. Esto marcó el segundo crédito como guionista de Erickson y el segundo crédito como director de Stiller.

## Reseñas críticas
"Half Loop" recibió críticas muy positivas de los críticos. Matt Schimkowitz de The AV Club le dio al episodio una "A-" y escribió: "Aparte de MDR, "Half Loop" revela que Lumon tiene al aparente equipo de dos personas de O&D en el piso, liderado por Burt. Irving y Burt tienen un encuentro lindo afuera de la oficina de la Sra. Casey mientras admiran una pintura de Kier. Es una obra de arte extremadamente loca en la que Kier es retratado con un látigo, controlando a una anciana, una joven, un payaso y un mitad humano, mitad cabra. Es extraño y dada la cantidad de atención que recibe, estoy seguro de que tiene un significado más profundo. De hecho, Severance usa estos dos episodios para establecer una cantidad increíble de misterios. ¿Cada uno obtendrá una respuesta satisfactoria para cuando termine la primera temporada (o incluso la serie)? Está por determinar, pero me uniré al viaje de placer".
Erin Qualey de Vulture le dio al episodio una calificación de 4 estrellas de 5 y escribió: "Al final del episodio, Petey está teniendo una especie de episodio en la ducha del sótano de Mark donde su cerebro parece no poder diferenciar entre su interior y su exterior. Su realidad salta como un disco rayado, y definitivamente es hora de preocuparse por este tipo. Parece que es hora de mi salida escalonada, así que voy a tomar el ascensor". 
Oliver VanDervoort de Game Rant le dio al episodio una calificación de 4 estrellas de 5 y escribió: "El programa se basa bastante en ser extraño. Eso puede volverse un poco molesto si se hace una y otra vez, especialmente si se hace solo para ser extraño. Si Ben Stiller y el resto pueden continuar con el nivel de química a lo largo de la serie, será uno de los mejores en cualquier servicio de transmisión este año".  Breeze Riley de Telltale TV le dio al episodio una calificación de 4.5 estrellas de 5 y escribió: "Severance se toma su tiempo para desarrollar las revelaciones, pero vale la pena dedicarle tiempo. Cuanto más tiempo pasas en su mundo, más ansioso te vuelves, comenzando a anhelar respuestas como Mark y Helly". 
Mary Littlejohn de TV Fanatic le dio al episodio una calificación de 3 estrellas de 5 y escribió: "El episodio 1 es solo la introducción. El episodio 2 crea suficiente misterio para sugerir una mitología profunda detrás de este mundo basado en Lumon que es lo suficientemente intrigante como para querer seguir adelante".  Caemeron Crain de TV Obsessive escribió: "Severance S1E2 se apoya en la premisa del programa al dedicar gran parte de su tiempo a las versiones de nuestros personajes mientras están en el trabajo, o los "innies" como Lumon quiere que los llamemos, y realmente sirve bien a la serie, ya que el segundo episodio abre una serie de preguntas (tanto banales como existenciales) que seguramente impulsarán la narrativa a medida que avanza. Pero principalmente lo hace al repasar el mismo terreno que el Episodio 1, simplemente invirtiendo nuestra perspectiva". 